# Marcella (voornaam)
De meisjesnaam Marcella is afgeleid van de Latijnse naam Marcellus. De mannelijke variant is Marcel.

## Bekende naamdraagsters
- De heilige Marcella, een Romeinse kloosterstichtster
- Marcella Mesker, een Nederlandse tennisster
- Marcella Neggers, een Nederlandse golfster
- Marcella Pattyn, laatste begijn ter wereld. (Overleden 2013)